# Base de données des incendies de forêt
En France, la base de données sur les incendies de forêt (BDIFF) collecte depuis 1992, au niveau national, toutes les informations sur les feux de forêt et, en particulier, les causes de ces derniers. Ces données, mises à disposition du public et accessibles à l’aide d’un identifiant, sont des données à caractère déclaratif renseignées par un réseau de contributeurs sous le pilotage national des ministères chargés de la forêt et de l'Intérieur. Elle est hébergée par l'Institut national de l’information géographique et forestière (IGN).